# Одзакі Сері
Сері Одзакі (22 вересня 2002 , Саппоро ) — японська фехтувальниця на шаблях, бронзова призерка Олімпійcьких ігор 2024 року.

## Виступи на Олімпіадах
| Олімпіада  | Дисципліна     | Місце |
| ---------- | -------------- | ----- |
| Париж 2024 | командна шабля | 3     |